# Brett Ratner
Brett Ratner (Miami Beach, 28 marzo 1969) è un regista, produttore cinematografico e produttore televisivo statunitense, che lavora nel campo del cinema, delle serie televisive e dei videoclip musicali.

## Biografia
Proveniente da una famiglia ebraica molto influente, sin da piccolo manifesta interesse per il cinema, in particolar modo per la regia. Si trasferisce a New York dove frequenta la Tisch School of Art University dell'Università di New York, laureandosi nel 1990. Inizia la sua carriera realizzando un cortometraggio biografico sull'attore Mason Reese, finanziato dalla Amblin Entertainment di Steven Spielberg. Nel frattempo inizia a lavorare nel campo dei videoclip, per artisti come Madonna, Mariah Carey, Jessica Simpson e molti altri. 
Esordisce sul grande schermo con il film Traffico di diamanti con Charlie Sheen, nel 2000 dirige Nicolas Cage in The Family Man, ma la grande occasione arriva nel 2002 quando viene scelto per dirigere Red Dragon, con Anthony Hopkins, Edward Norton e Ralph Fiennes. Dopo aver diretto i primi due capitoli dedicati agli X-Men, il regista Bryan Singer lascia il terzo capitolo nelle mani di Ratner, che realizza nel 2006 X-Men - Conflitto finale. Ratner poi dirige il film Hercules - Il guerriero, basato sui fumetti della Radical Studios e uscito nel 2014. A dare il volto al protagonista, Eracle, è l'attore Dwayne Johnson.

## Controversie
Nel novembre del 2017, insieme ad altre attrici e modelle, Natasha Henstridge lo ha accusato di violenza carnale: l'episodio sarebbe avvenuto negli anni novanta in casa di Ratner, che avrebbe costretto la Henstridge a fare sesso orale con lui.

## Filmografia

### Regista

#### Cinema
- Whatever Happened to Mason Reese (1990) - Cortometraggio
- Traffico di diamanti (1997)
- Rush Hour - Due mine vaganti (1998)
- The Family Man (2000)
- Colpo grosso al Drago Rosso - Rush Hour 2 (2001)
- Red Dragon (2002)
- After the Sunset (2004)
- X-Men - Conflitto finale (2006)
- Rush Hour - Missione Parigi (2007)
- New York, I Love You, registi vari (2008)
- Tower Heist - Colpo ad alto livello (2011)
- Comic Movie, registi vari (2013)
- Hercules - Il guerriero (2014)

#### Videoclip
- 1993 Pink Cookies in a Plastic Bag Getting Crushed by Buildings - LL Cool J
- 1994 Nuttin' But Love - Heavy D & the Boyz
- 1997 Triumph - Wu-Tang Clan
- 1998 I Still Believe - Mariah Carey
- 1999 Beautiful Stranger - Madonna
- 1999 Heartbreaker - Mariah Carey
- 2000 Thank God I Found You - Mariah Carey
- 2001 Diddy - P. Diddy
- 2005 It's like That - Mariah Carey
- 2005 We Belong Together - Mariah Carey
- 2005 These Boots Are Made for Walkin' - Jessica Simpson
- 2006 A Public Affair - Jessica Simpson
- 2007 Say OK - Vanessa Hudgens
- 2007 You Spin Me Round (Like a Record) - Jessica Simpson
- 2007 Samantha - Courtney Love
- 2008 Touch My Body - Mariah Carey
- 2008 7 Things - Miley Cyrus
- 2009  Obsessed - Mariah Carey
- 2009 H.A.T.E.U. - Mariah Carey
- 2011 Mrs. Right - Mindless Behavior
- 2015 Infinity - Mariah Carey

### Produttore
- 21, regia di Robert Luketic (2008)
- Women's Murder Club – serie TV, 13 episodi (2007-2008)
- Prison Break – serie TV, 81 episodi (2005-2009)
- Mother's Day, regia di Darren Lynn Bousman (2010)
- Skyline, regia dei fratelli Strause (2010)
- Come ammazzare il capo... e vivere felici (Horrible Bosses), regia di Seth Gordon (2011)
- Biancaneve (Mirror Mirror), regia di Tarsem Singh (2012)
- Chinese Zodiac, regia di Jackie Chan (2012)
- Hercules - Il guerriero (Hercules), regia di Brett Ratner (2014)
- Come ammazzare il capo 2 (Horrible Bosses 2), regia di Sean Anders (2014)
- The Water Diviner, regia di Russell Crowe (2014)
- Black Mass - L'ultimo gangster (Black Mass), regia di Scott Cooper (2015)
- Revenant - Redivivo (The Revenant), regia di Alejandro González Iñárritu (2015)
- The Audition, regia di Martin Scorsese (2015)
- Truth - Il prezzo della verità (Truth), regia di James Vanderbilt (2015)
- Punto di non ritorno - Before the Flood (Before the Flood), regia di Fisher Stevens (2016)
- L'eccezione alla regola (Rules Don't Apply), regia di Warren Beatty (2016)